# Acontia behrii
Acontia behrii är en fjärilsart som beskrevs av Smith 1900. Acontia behrii ingår i släktet Acontia och familjen nattflyn. Inga underarter finns listade i Catalogue of Life.